# باتشي (عصا)

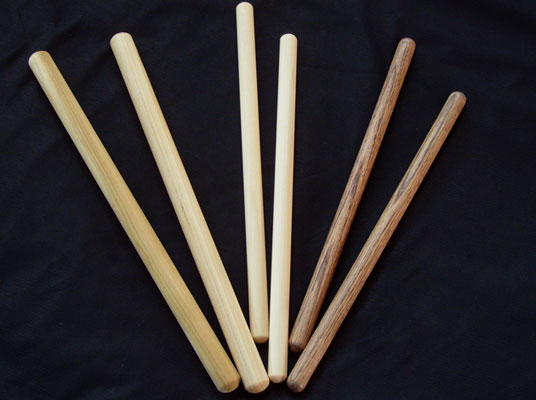
باتشي

الباتشي هي عصا خشبية مستقيمة تستعمل في ضرب طبول التايكو اليابانية.
تصنع الباتشي من مواد وأحجام مختلفة لتلائم الطبل المراد استخدامه. الباتشي النموذجي يكون قرابة 22 ملم قطرا - 400 ملم طولا. تصنع الباتشي من الخشب الصلب كالسنديان. هذا يجعلها مناسبة لمجالات واسعة من أساليب العزف.
الباتشي المستخدم للضرب على طبول التايكو الكبيرة يكون أكبر بالقطر والطول. وبالمثل، تكون أصغر من أجل الطبول الأصغر.